# Napad na Lee Jae-myunga
2. januarja 2024 je bil vodja Demokratske stranke Koreje Lee Jae-myung zaboden med obiskom gradbišča letališča v Gadokdoju v Pusanu. Leeja so dvajset minut po napadu hospitalizirali na Nacionalni univerzi Pusan, nato pa so ga v zavestnem stanju s helikopterjem prepeljali v Nacionalno univerzitetno bolnišnico v Seulu. Osumljenca so aretirali na kraju dogodka, ta je izjavil, da namerava ubiti Leeja.

## Ozadje
V Južni Koreji je že večkrat prišlo do političnega nasilja. Leta 2006 je bila takratna voditeljica Velike narodne stranke Park Geun-hye na nekem dogodku napadena z nožem. Leta 2015 je ameriški veleposlanik v Južni Koreji Mark W. Lippert preživel napad z nožem, medtem ko se je udeležil konference ob zajtrku v Seulu. Leta 2022 je bil takratni voditelj Korejske demokratske stranke Song Young-gil napaden s kladivom.
Na predsedniških volitvah v Južni Koreji leta 2022 je Lee tesno izgubil proti Yoon Suk-yeolu.
7. maja 2022 je Lee vložil svojo kandidaturo na nadomestnih volitvah v Južni Koreji junija 2022 in se potegoval za prosti sedež v okrožju B inčona Gyeyang v državni skupščini. Lee je sedež na volitvah 1. junija 2022 tudi dobil. Nato je bil 28. avgusta izvoljen za vodjo Korejske demokratične stranke.
V času napada so Leeja preganjali zaradi korupcije, obtožbe je zanikal in dejal, da so politično motivirane. Napad se je zgodil skoraj tri mesece pred zakonodajnimi volitvami leta 2024.

## Napad
2. januarja je imel Lee tiskovno konferenco na novem letališču Gadeoko. Ob 10:27 KST je nekdo pristopil do Leeja in ga prosil za avtogram, nato pa ga je zabodel v levo stran vratu. Uradniki na prizorišču so Leeja takoj zaščitili, eden od njih mu je vrat pokril s krpo. Poročali so, da je Lee krvavel, vendar je bil pri zavesti. Leeja so ob 10.47 odpeljali v reševalno vozilo in ob 11.16 so prispeli v regionalni travmatični center Nacionalne univerzitetne bolnišnice Pusan. Nato so ga v zavestnem stanju s helikopterjem prepeljali v Nacionalno univerzitetno bolnišnico v Seulu.
Poročali so, da je Lee utrpel centimetrsko rano na vratu z manjšo krvavitvijo. Zdravniki Pusanske nacionalne univerzitetne bolnišnice so povedali, da je Lee utrpel poškodbo vratne vene in so bili zaskrbljeni zaradi možnih dodatnih močnih krvavitev.
Lee je bil pozneje istega dne nujno operiran v nacionalni univerzitetni bolnišnici v Seulu. Uradniki Demokratske stranke so povedali, da je operacija "trajala dlje, kot je bilo pričakovano", zdravstveni delavci pa so pozorno spremljali njegov napredek.
Dogodek so v živo prenašale televizijske postaje, kamere so posnele tudi napad na Leeja.
Po pričevanju je bilo v trenutku napada prisotnih več kot ducat policistov.

## Osumljenec
Osumljenca, ki je nosil papirnato krono z napisom "Jaz sem Lee Jae-myung" in napis z napisom "200 sedežev v državni skupščini ", so nemudoma aretirali. Decembra 2023 se je osumljenec udeležil dogodka v Pusanu, na katerem je bil Lee glavni voditelj, na podlagi videoposnetkov je osumljenec čakal na Leeja, vendar z njim ni mogel vzpostaviti bližnjega stika. Osumljenec je takrat nosil isto papirnato krono z napisom "Jaz sem Lee Jae-myung" kot v januarskem napadu. Na novinarski konferenci je policija navedla, da je osumljenec orožje kupil prek spleta. Uporabljeno orožje je bilo opisano kot 18 centimetrov dolg nož. Tiskovni predstavnik Demokratske stranke Kwon Chil-seung je med novinarsko konferenco dejal, da naj bi napadalec uporabil nož za sašimi. Po poročanju enega izmed medijev osumljenec ni hotel odgovarjati na vprašanja o svojem motivu.
Nekaj ur po napadu je policija identificirala osumljenca s priimkom Kim. Metropolitanska policijska agencija Pusan je sporočila, da namerava Kima obtožiti poskusa umora, saj je priznal, da je nameraval ubiti Leeja.

## Odzivi
Predsednik Yoon Suk Yeol je izjavil, da je bil poskus umora "teroristično dejanje ... in resna grožnja demokraciji" ter oblastem naročil, naj začnejo preiskavo napada. Tiskovni predstavnik Demokratske stranke Kwon Chil-seung je izjavil: "Ta incident je teroristični napad na poslanca Lee Jae-myunga in resna grožnja demokraciji, ki se v nobenem primeru ne bi smela zgoditi."
Yoon Hee-keun, generalni komisar nacionalne policijske agencije, je napovedal ustanovitev posebne preiskovalne skupine v Pusanu.